# Telê Santana da Silva
Telé Santana, plným jménem Telé Santana da Silva (26. června 1931 Itabirito, stát Minas Gerais, Brazílie – 21. dubna 2006 Belo Horizonte, stát Minas Gerais) byl brazilský fotbalový trenér a fotbalista.

## Hráčská kariéra
Telé Santana začínal jako fotbalový brankář, ale záhy přešel do pole, kde hrál především na levém křídle. Hrál v řadě brazilských klubů, např. Fluminense, Guarani, Madureira a Vasco. Byl také náhradníkem v reprezentační nominaci.

## Klubový trenér
Roku 1967 začal trénovat mládežnický tým Fluminense FC, později přešel k prvnímu mužstvu dospělých. Roku 1971 přivedl k prvnímu brazilskému titulu tým Atlético Mineiro. Kromě těchto týmů působil ještě u brazilských mužstev Palmeiras a Flamengo, největší úspěch dosáhl na sklonku své trenérské kariéry v Sao Paulu. Roku 1991 s ním získal titul brazilského mistra, 1991 titul mistra státu Sao Paulo, 1992 Pohár mistrů zemí Latinské Ameriky a Interkontinentální pohár, 1993 a 1994 Jihoamerický pohár.
Kratší trvání mělo působení Santany v Saúdské Arábii u týmu Al Ahly (1983–1985). I zde s týmem získal jeden titul mistra Saúdské Arábie a dvakrát Pohár Perského zálivu.

## Trenér brazilské reprezentace
Roku 1982 byl před mistrovstvím světa jmenován trenérem národního mužstva Brazílie. Jako zastánce útočného fotbalu pozvedl i národní tým s hvězdami jako Zico, Sócrates, Junior či Falcao do nových výšek. Samotný šampionát se Brazílii nevydařil, ale zápas, v níž ji v osmifinálové skupině porazila Itálie 2:3, byl experty označen za jeden z nejlepších v historii kopané vůbec.
O čtyři roky později byl Santana znovu jmenován trenérem Brazílie pro MS v Mexiku. Zde se Brazílie dostala mezi osm nejlepších týmů, ve čtvrtfinále ji na penalty vyřadila Francie.

## Poslední léta
Roku 1996 byl Santana stižen mrtvicí a musel s aktivní činností skončit. Následovaly další zdravotní potíže, k ischemické chorobě se přidal diabetes a v prosinci 2003 mu byla amputována levá noha pod kolenem. Zemřel 21. dubna 2006 na břišní infekci.